# Wierzbica (województwo śląskie)
Wierzbica – wieś w Polsce, położona w województwie śląskim, w powiecie zawierciańskim, w gminie Pilica. We wsi istnieje jednostka OSP założona 90 lat temu. Sama miejscowość ma około 800 lat, a jej dawni mieszkańcy składali dziesięcinę na rzecz klasztoru w podkrakowskiej wsi Mogiła.
W latach 1975–1998 miejscowość położona była w województwie katowickim.

## Geografia
Wierzbica położona jest w woj. śląskim na Progu Lelowskim, przez wieś płynie rzeka Żebrówka – prawobrzeżny dopływ Krztyni. Miejscowość składa się z dwóch kolonii połączonych drogą powiatową nr 1771. Na obrzeżach znajdują się ziemie o podłożu kredowym, natomiast pośrodku w dolinie znajdują się żyzne łąki. Licznie znajdowane są tu jeżowce stanowiące obiekt badań paleontologów z WNOZ UŚ.

## Integralne części wsi
| SIMC    | Nazwa      | Rodzaj    |
| ------- | ---------- | --------- |
| 0219997 | Kresy      | część wsi |
| 0220003 | Raj        | część wsi |
| 0220010 | Rędziny    | część wsi |
| 0220026 | Stara Wieś | część wsi |

## Historia
Mieszkańcy wsi w czasie drugiej wojny licznie brali udział w walkach partyzanckich, wieś jednak nie zaznała większych strat wojennych.  
Z miejscowością łączy się nazwisko Józefa Kotnisa, który między innymi był posłem ziemi kieleckiej z list PSL „Wyzwolenie”.